# Liste von Persönlichkeiten der Stadt Simferopol
Die folgende Liste enthält Personen, die in Simferopol geboren wurden, chronologisch aufgelistet nach dem Geburtsjahr. Die Liste erhebt keinen Anspruch auf Vollständigkeit.

## Bis 1900
- Andrei Lieven (1839–1913), deutschbaltisch-russischer Minister für Staatsbesitz
- Nicolai von Ruckteschell (1854–1910), lutherischer Pastor in St. Petersburg und Eilbek
- Alexei Stepanow (1858–1923), russischer Genremaler
- Nikolai Markow (1866–1945), russischer Politiker
- David Schor (1867–1942), russisch-jüdischer Pianist und Musikpädagoge
- Victor Jacobson (1869–1934), zionistischer Politiker, Diplomat, und Publizist
- Nikolai Papaleksi (1880–1947), russischer Hochfrequenztechniker
- Johannes Lang (1882–1944), russlanddeutscher römisch-katholischer Geistlicher und Märtyrer
- Adolf Joffe (1883–1927), russisch-sowjetischer Revolutionär und Weggefährte Trotzkis
- Simeon Nalbandian (1883–1964), deutscher Maler armenischer Herkunft
- Jewgeni Wulff (1885–1941), russisch-sowjetischer Botaniker, Biogeograph und Hochschullehrer
- Charytyna Pekartschuk (1894–1973), politische Aktivistin, Sanitäterin und Unteroffizierin
- Max Alpert (1899–1980), sowjetischer Fotojournalist
- Ilja Selwinski (1899–1968), russischer Dichter und Hochschullehrer
- Anatoli Golownja (1900–1982), sowjetischer Kameramann

## 1901–1950
- Reinhart Maurach (1902–1976), deutscher Jurist
- Sara Lewina (1906–1976), russische Komponistin
- Wladimir Kenigson (1907–1986), sowjetischer Schauspieler und Synchronsprecher
- Eduard Mursajew (1908–1998), sowjetischer Gelehrter, Geograph, Ortsnamenskundler und Historiker der Geographie
- Konstantin Semendjajew (1908–1988), russischer angewandter Mathematiker
- Youly Algaroff (1918–1995), deutsch-russischer Solotänzer
- Wladimir Koschljakow (1922–2009), russisch-sowjetischer Mechaniker und Mathematiker
- Jewgenija Derjugina (1923–1944), sowjetische Sanitäterin im Zweiten Weltkrieg
- Mark Wolpin (1923–1996), russischer Chemiker
- Wiktor Grebennikow (1927–2001), russischer Naturforscher, Entomologe, Naturschützer, Schriftsteller und Buchillustrator
- Sergei Mergeljan (1928–2008), armenischer Mathematiker
- Alemdar Karamanow (1934–2007), ukrainischer Komponist
- Anatoli Tscherepowitsch (1936–1970), sowjetischer Radrennfahrer
- Yuri Manin (1937–2023), Mathematiker und Direktor am Max-Planck-Institut für Mathematik in Bonn
- Igor Odinzow (1937–2020), russischer Offizier und Bauingenieur, Wiedererbauer des Königsberger Doms
- Lidija Grafowa (1938–2020), sowjetische bzw. russische Journalistin und Menschenrechtsaktivistin
- Waleri Schitowalow (1940–2013), sowjetisch-ukrainischer Bühnen- und Filmkünstler
- Wiktar Bykau (* 1945), belarussischer Radrennfahrer
- Wladimir Chromtschenko (1949–2022), Organist und Orgelbauer

## 1951–1980
- Kateryna Schtanko (* 1951), Autorin und Illustratorin
- Sergei Zekow (* 1953), russischer Politiker
- Sergei Schachrai (* 1956), russischer Jurist
- Galina Grigorjewa (* 1962), Komponistin
- Anna Petrowa (* 1962), Wandmalerin und Restauratorin
- Wiktor Klimow (* 1964), Radrennfahrer
- Igor Besler (* 1965), militärischer Anführer der international nicht-anerkannten Volksrepublik Donezk (VD)
- Oleg Kotow (* 1965), russischer Kosmonaut
- Tatjana Polowinskaja (* 1965), Langstreckenläuferin
- Masha Dimitrieva (* 1966), russischstämmige deutsche Pianistin
- Egor Pazenko (* 1972), russischer Schauspieler
- Roman Arkajew (* 1973), russischer Beachvolleyballspieler
- Gennadij Fish (* 1973), ukrainisch-deutscher Schachgroßmeister
- Oleh Senzow (* 1976), ukrainischer Filmregisseur
- Ljudmyla Blonska (* 1977), ukrainische Siebenkämpferin
- Jekaterina Serebrjanskaja (* 1977), rhythmische Sportgymnastin
- Tetjana Stjaschkina (* 1977), Radrennfahrerin
- Serhij Dozenko (* 1979), Boxer
- Ljudmyla Wypyrajlo (* 1979), Radrennfahrerin
- Dmytro Prokopzow (* 1980), ukrainisch-tschechischer Tischtennisspieler

## 1981–2000
- Denis Bouriakov (* 1981), russischer Flötist
- Ruslan Hryschtschenko (* 1981), ukrainischer Radrennfahrer
- Wolodymyr Sahorodnij (* 1981), ukrainischer Radrennfahrer
- Roman Kononenko (* 1981), ukrainischer Bahn- und Straßenradrennfahrer
- Jana Klotschkowa (* 1982), ukrainische Schwimmerin
- Andrij Hrywko (* 1983), ukrainischer Radrennfahrer
- Pawlo Kasarin (* 1983), ukrainischer Journalist, Publizist, Fernseh- und Radiomoderator
- Ihor Boryssyk (* 1984), ukrainischer Schwimmer
- Dmytro Grabovskyy (1985–2017), israelischer, bis zum Jahre 2014 ukrainischer Radrennfahrer
- Serhij Lahkuti (* 1985), Radrennfahrer
- Aleksandr Truskavetsky (* 1985), Schachspieler
- Alexei Retinski (* 1986), ukrainischer Komponist und Künstler
- Anton Schendrik (* 1986), Fußballspieler
- Oleksandr Ussyk (* 1987), ukrainischer Boxer, Olympiasieger (2012)
- Oleksandr Koltschenko (* 1989), Aktivist
- Şeref Osmanoğlu (* 1989), türkischer Dreispringer
- Nadija Dorofjejewa (* 1990), Sängerin und Designerin
- Sergei Karjakin (* 1990), ukrainisch-russischer Schachgroßmeister
- Denis Osadchenko (* 1990), Fußballspieler
- Alisa Melekhina (* 1991), US-amerikanische Schachspielerin
- Andrei Sergejew (* 1991), russischer Eishockeyspieler
- Andrij Howorow (* 1992), ukrainischer Schwimmer
- Andreas Strunski (* 1992), ukrainisch-deutscher Schachspieler
- Hanna Risatdinowa (* 1993), ukrainische rhythmische Sportgymnastin
- Gleb Bakschi (* 1995), russischer, bis 2014 ukrainischer Boxer
- Alexander Filin (* 1996), russisch-ukrainischer Fußballspieler
- Wladimir Sytschewoi (* 1996), russisch-ukrainischer Fußballspieler

## Nach 2000
- Daniil Chlussewitsch (* 2001), Fußballspieler
- Diana Myroschnitschenko (* 2006), Leichtathletin